# Kemijska ravnoteža
Kemijska ravnoteža je stanje u reakcijskom sustavu, pri kojem se koncentracije reaktanata i produkata ne mijenjaju tijekom vremena. Kemijska ravnoteža je stupanj do kojega povratne (reverzibilne) kemijske reakcije napreduju, stanje kada se brzine kemijske reakcije prema naprijed (od reaktanata u produkte) i reakcije unazad (od produkata u reaktante) izjednače. Kemijska ravnoteža primjer je dinamičke ravnoteže pri kojoj se suprotni mikroskopski procesi i dalje odvijaju, ali se, makroskopski gledano, ne zapažaju nikakve promjene. Uz dane vanjske uvjete (stalna temperatura i tlak) ravnoteža se postiže pri minimumu Gibbsove energije sustava, što je predmet proučavanja [kemijske termodinamike, a slijedi iz općenitijega drugog stavka termodinamike. U takvu je stanju omjer umnožaka koncentracija produkata i umnožaka koncentracija reaktanata približno stalan, a naziva se konstantom ravnoteže. Na položaj ravnoteže, to jest na stupanj uznapredovalosti reakcije, može se utjecati promjenom vanjskih uvjeta. Tako, na primjer, pri povišenju temperature endotermne reakcije dalje napreduju prema produktima, a pri povišenju tlaka plinskih sustava ravnoteža se pomiče u smjeru nastajanja manjeg broja molekula. Općenito se takvo ponašanje iskazuje Le Chatelierovim načelom, prema kojemu se ravnotežni sustav prilagođuje tako da umanji utjecaj vanjske promjene.
Do ravnoteže obično dolazi kada se kod povratnih kemijskih reakcija, brzine reakcija u oba smjera izjednače. To ne znači da su brzine jednake nuli nego da su, ma kolike bile, brzine kemijskih reakcija u oba smjera izjednačene.
Opći primjer bi izgledao ovako:
{\displaystyle mA+nB\leftrightarrow pC+qD}
Na osnovu zakona o djelovanju masa i činjenice da su, po postizanju ravnoteže, brzine reakcije u lijevo i u desno jednake može se napisati sljedeće:
{\displaystyle K_{eq}\equiv {\frac {k_{AB}}{k_{CD}}}={\frac {\left[C\right]^{p}\left[D\right]^{q}}{\left[A\right]^{m}\left[B\right]^{n}}}}
Znajući konstantu ravnoteže (Keq) na osnovu ravnotežnih koncentracija ostalih sudionika moguće je izračunati nepoznatu ravnotežnu koncentraciju preostalog sudionika u reakciji.
Daleko važniji su utjecaji promjene faktora pod kojima se reakcija odvija (temperatura, pritisak, koncentracije...) na ravnotežu reakcije. Pretpostavke u vezi s ovim daje Le Chatelierov princip. On ima velike praktične implikacije.

## Vanjske poveznice
|  | Zajednički poslužitelj ima još gradiva o temi Kemijska ravnoteža |